# دافيد يليديل
دافيد يليديل (بالإنجليزية: David Yelldell)‏ وهو لاعب كرة قدم ألماني الولادة وأمريكي الجنسية ولد في يوم 1 أكتوبر 1981 في مدينة شتوتغارت في ألمانيا وقد سبق له اللعب مع نادي بايرن ليفركوزن وسبق له اللعب مع نادي دويسبورغ ونادي كوبلنز وشتوتغارت كيكرز ونادي برايتون أند هوف ألبيون و نادي بلاكبيرن روفرز ولعب أيضاً مع منتخب الولايات المتحدة لكرة القدم ويبلغ طوله 194 سم.

## روابط خارجية
- دافيد يليديل على موقع قاعدة بيانات كرة القدم.إي يو (الإنجليزية)
- دافيد يليديل على موقع بيانات كرة القدم. دي إي (الألمانية)
- دافيد يليديل على موقع ناشيونال فوتبول تيمز (الإنجليزية)
- دافيد يليديل على موقع Soccerbase.com (لاعب) (الإنجليزية)
- دافيد يليديل على موقع Soccerway.com (الإنجليزية)
- دافيد يليديل على موقع عالم كرة القدم.نت (الإنجليزية)
- دافيد يليديل على موقع AS.com (الإسبانية)